# قائمة شخصيات سلسلة كراش بانديكوت
كراش بانديكوت هو عبارة عن سلسلة من منصة الألعاب الفيديو التي نشرتها أكتيفيجن. والسلسلة وضعت سابقا من قبل نوتي دوغ 1996-1999، وترافلرز تيلز، يوروكوم ويونيفيرسال من 2000 إلى 2004. السلسلة بها عدد كبير من الشخصيات ملتوي متميز صمم من قبل العديد من الفنانين المختلفين، أبرزها والتي تشمل تشارلز زيمبيلاس وجو بيرسون. بالإضافة إلى ذلك، يضم القاء كل النجوم من الجهات الفاعلة صوت المخضرم.
مراكز السلسلة على الصراعات بين كراش بانديكوت تحور اسمه كراش بانديكوت وصانعه، والدكتور نيو كورتيكس. كراش هو دور الطابع الرئيسي للسلسلة، على الرغم من أن زيارة الشخصيات الأخرى تصل اللاعب في بعض الأحيان، أبرزها كوكو بانديكوت والدكتور كورتيكس، وكذلك كرانش بانديكوت. من شخصيات عديدة في السلسلة (الذين يبلغ عددهم أكثر من ستين)، سوى عدد قليل ساهمت إلى حد كبير في قصة اللعبة.

## أبطال الخير

### كراش بانديكوت
بطل اللعبة وهو عبارة حيوان بانديكوت .

### أكو أكو
الحارس الشخصي لكراش وكوكو ويحميهما من المخاطر ويعطيهما النصائح والإرشادات وهو عبارة عن قناع خشبي .

### كوكو بانديكوت
أخت كراش الصغرى تساعد كراش في مغامراته وكان أول ظهور لها في كراش 2 ولديها حاسوب وقطة.

### كرانش
ينضم إلى كراش بعدما يحرره في احداث كراش ذا راث أوف كورتكس ويتبين أنه أخ لكراش

## أبطال الشر

### دكتور نيو كورتيكس
وهو دكتور شرير يحاول ان يمسك كراش ليجري عليه تجاربة ويجعله القائد على مجموعه الحيوانات

### دكتور إن جين
هو عالم ذو مزاج سيئ ولديه في رأسه صاروخ غير منفجر.

### أوكا أوكا
أخو أكو أكو التوأم. كان أوكا أوكا قديماً محبوس بواسطة أخيه ليحمي شره عن العالم، لكنه حُرر بواسطة الدكتور نيو كورتكس

### تايني تايغر
عباره عن نمر مفتول العضلات

### دينغودايل
هو نصف دينغو ونصف تمساح ولديه قاذف لهب كبير، لقد أصبح من أبطال الخير في كراش بانديكوت 4: إتز أباوت تايم

### دكتور نيفاريوس تروبي
هو مهووس بالوقت وهو أيضا مخترع آلة ينضم إلى دكتور نيو كورتيكس في كراش 3 يستخدمها لجمع الكريستالات والماسات في مختلف الأحقاب الزمنية.

### دكتور نيتروس بريو
صديق دكتور كورتيكس وكانا يدرسان معا في مدرسة العلوم .

### نينا كورتكس
ابنة أخ أو ابنة أخت الدكتور نيو كورتيكس

## الشخصيات الثانوية

### بولار
دب صغير يساعد كراش في مغامراته وخصوصا كراش 2

### بورا
قطة صغيرة تساعد كوكو في مغامراتها وخصوصا في كراش 3

### ريبير رو
كنغر أرزق اللون مجنون يضحك كثيرا

### نيتروس اوكسيد
هو كائن فضائي يملك رأس أخضر وله مركبة عجيبة أول ظهور له كان في كراش تيم ريسينغ ثم كراش باش

### بابو بابو
هو رجل من قبيلة معينة يعيش في جزيرة وله اتباع كثيريين وكان أول ظهور له في كراش 1

### بينستريب بوتورو
هو حيوان بوتورو وهو حيوان يشبه الكنغر والفأر يرتدي بدلة ويحمل بندقية وكان أول ظهور له في كراش 1

### تاونا
صديقه كراش وينقذها كراش في كراش 1

### كوالا كونج
حيوان كوالا قوي البنية مفتول العضلات وكان أول ظهور له في كراش 1

### فاك كراش
حيوان بنديقوط له جسم مثل جسم كراش لكن وجهه بشع حواجبه كبيرة واسنانه بارزه

### كاربون كراش
هو شخصية تشبه كراش لكن لونه ابيض ظهر في كراش اوف ذا تايتنز

### ذا كومودو برذر
هما أخوان من نوع اسمه تنين كومودو الأول سمين قصير والثاني طويل نحيف ويرتديان ملابس عربية ويحملان سيفان وأول ظهور لهما في كراش 2

### إيڤل كراش
هو شخصية تشبه كراش لكنه شرير من بعد اخر ظهر في كراش كراش توين سانيتي

### ذا إليمينتالس
هم مجموعة أقنعة تمنح ميزات لمن يمتلكها استخدمها كرانش في كراش بانديكوت ذا راث أوف كورتيكس

### ذا إيڤل توينز ڤيكتور - موريتز
هما توأمان شريران من الببغاوات ظهرا في كراش توين سانيتي وأكتشف لاحقاً أنهما طائرا دكتور نيو كورتيكس عندما كان صغيرا وهم من البعد العاشر

### مدام أمبرلي
هي امرأة فرنسية سمينة شريرة وهي معلمة في مدرسة وكل الأطفال يخافون منها وبالذات دكتور نيكو كورتيكس وكان أول ظهور لها في كراش توينز

### إن. ترانس
وهو رجل شرير وهو سيد التنويم المغناطيسي يساعد د.نيفاريوس تروبي في السيطرة على عائلة بانديكوت وأول ظهور له كان في كراش 2 أن.ترستند.

### ريلا روو
هو حيوان عبارة عن مزيج من الغوريلا والكنغر وأول ظهور له كان في كراش باش

### ابينيزر ڤون كلتش
هو مالك منتزه السباق في كراش تاج تيم ريسينغ وهو عبارة عن سايبورغ

### باسادينا أو.بوسيوم
موظفة في المنتزه الخاص بڤون كلتش في كراش تاج تيم ريسينغ

### ويلي وامبا شيكس
هو جالب حظ المنتزه في كراش تاج تيم ريسينغ وهو عبارة عن فاكهة وامبا يتضح لاحقا أنه شرير فهو من سرق جواهر الطاقة وعندما يتم القبض عليه يطلق عليه كورتيكس مع نينا وإن جين

### شيك ((جيزار ليبس )) - ستيو
هم دجاجتان ظهرا في كراش تاج تيم ريسينغ و كراش تيم راسينغ نايترو-فيولد وهما مذيعا أخبار أحدهما يتكلم بهدوء والآخر يتكلم بسرعة ويلقي النكات ويقوم بارتداء قبعات مختلفة ويغيرها باستمرار

### ذا بارك درونس
هم أشخاص يرتدون خوذ وكمامات ويبيعون الكريستالات والملابس لكراش مقابل المال ويمكنك اللعب من خلالهم ألعاب مصغرة للحصول على كريستالات وقد ظهروا في كراش تاج تيم ريسينغ

### ذا فيكونت
هو ثري شرير يريد أن يمنع كراش من الوصول للكريستالة في كراش بوم بانغ!

### يايا
هي باندا ودية ظهرت في كراش نيترو كارت 3D و كراش نيترو كارت 2 وقالت أنها ستساعد كراش للفوز في بطولة السباق

### بينتا بينجين
وهو بطريق ظهر في كراش بانديكوت 3: واربد قبل مقاتلة دينغودايل وظهر أيضا في كراش تيم رسينغ كشخصية تسابق ويمكن اللعب بها لكن بشفرة وكذلك كراش تيم رايسنغ نايترو-فيولد واللعب بها بشفرة أيضا

### فارمر إرنست
هو مزارع لديه بستان من الوومبا ظهر في كراش توين سانيتي وأتفق مع كراش وكورتيكس أن يعطيهم كريستالة مقابل تخليص بستانه من الديدان ولكن شل حركته كورتيكس بسلاحة وأخذ الكريستالة

### روستي والروس
هو المسؤول عن الطبخ في سفينة إن جين وظهر في كراش توين سانيتي وهو يطارد كراش بعد أن يهزم كراش إن جين يسقط كراش داخل السفينة فيقوم بملاحقته ليطبخه ولكن كراش يفلت منه